# Ivana, dračka vojvotkinja
Ivana Dračka (1344. – 20. srpnja 1387.) bila je vladarica Drača. Najstarija kći vojvode Karla i njegove supruge Marije, Ivana je naslijedila svoga oca, a imala je sestru Margaretu Dračku.
Godine 1348., Ivana je postala vojvotkinja suo jure. Član kuće Anjou, Ivana je vladala do 1368., a bila je dvaput u braku. U dobi od 21 godine, Ivana se udala za Luja Navarskog, sina Ivane II. Navarske. Luj i Ivana bijahu bez djece.
Oko 1376., Ivana se udala za Roberta IV. Arteškog, koji je bio grof Eua. Ovaj je brak također bio bez djece. Po naredbi Ivanine sestre Margarete, Ivana i Robert su otrovani.
Ivana je pokopana u Napulju.